# Petter Meyer
Petter Meyer (Kauniainen, 21 de fevereiro de 1985) é um futebolista finlandês.